# Dan Vs.
Dan Vs. je animirana humoristična TV serija iz 2011. godine autora Dana Mandela i Chrisa Pearsona. Znakovita je po svom crnom humoru.

## Glasovi
- Curtis Armstrong kao glas Dana
- Dave Foley kao glas Chrisa
- Paget Brewster kao glas Elise

## O seriji
Glavni lik je muškarac imenom Dan koji smatra da se svijet urotio protiv njega i koji se osvećuje svakome tko mu se zamjeri. U njegovim osvetama pomaže mu njegov najbolji prijatelj Chris a ponekada i njegova žena Elise koja je često glas razuma. Radnja se uglavnom odvija u Los Angelesu ali prema potrebi i širom SAD-a. 

## Glavni likovi
- Dan - Dan je vrlo ljutit i neprijateljski raspoložen čovjek koji se zavjetuje na osvetu svakome tko mu se imalo zamjeri. Redovito zove svoga najboljeg prijatelja Chrisa da mu pomogne u provedbi osvete te da ga odveze na odredište. Često je izbacivan iz javnih ustanova zbog svojeg gnjevnog i neprimjerenog ponašanja a toliko je puta poprskan suzavcem da ga više niti ne zamjećuje. Odjeven je u crnu majicu s bijelim natpisom JERK (kreten), plave traperice i crne postole. Nizak je, ima crnu kosu, zelene oči i kozju bradicu. Voli svoj auto koji često biva oštećen i služi kao povod za osvetu, voli svoju mačku koju zove Mr. Mumbles (Gospodin Mumbles) iako je svjestan da je ženka i ne voli Elise, Chrisovu ženu. Nezaposlen je i živi u ruševnom stanu u Sjevernom Hollywoodu.

- Chris - Chris je Danov najbolji prijatelj i Elisin muž. Iako se Dan redovito grubo i nezahvalno ponaša prema njemu uvijek je spreman doći i pomoći mu u osveti. Chris ima blagu narav i voli jesti. Često zaspe za volanom ili pregazi bicikliste. Jedno vrijeme je radio u telemarketingu ali je većinu vremena nezaposlen. Visok je, smeđe kose i plavih očiju a redovito je odjeven u plavu potkošulju, narančastu majicu i maslinaste hlače. Oženjen je za Elise i živi s njom u obiteljskoj kući u Burbanku.

- Elise - Elise je Chrisova žena i tajna agentica neke nepoznate državne organizacije. Obično je mirna i staložena ali to se mijenja kada je oko svojih zajedljivih roditelja ili kada Dan ozbiljno ozlijedi Chrisa. Obično je ravnodušna prema Danovim osvetama u kojima mu je potreban Chris ali ponekada mu i pomogne ako u njima nađe osobni motiv. Radi za neimenovanu vladinu agenciju kao glavna operativka i često je na zadatku u najrazličitijim dijelovima svijeta o čemu njezin muž ne zna ništa. Živjela je u Japanu tijekom svoje mladosti i stručnjakinja je u svim vrstama borilačkih vještina kao i u uporabi ubojitih streljiva. Kodno ime joj je Dancing Shadow (Plešuća Sjena). Ima brata Bena, majku Elise Senior i otca Dona koji je često kritiziraju i izluđuju zbog udaje za Chrisa i kojima nikada nije dovoljno dobra u svemu što radi u životu. Elise ima kosu boje kestena i ljubičaste oči. Odjevena je u bijelu majicu, plave hlače i crvene tenisice.

## Sporedni likovi
- Don - Elisein otac. Ne voli Chrisa i vlasnik je lanca za prodaju kolača.

- Elise Sr. (Elise Starija) – Eliseina majka. Članica je mafije čega njezina obitelj nije svjesna. Mrzi Chrisa malo manje od njezina muža Dona. Redovito izluđuje Elise oslovljavajući je s Junior (Mala) i neprestano je kritizira.

- Mr. Mumbles – Danova mačka koju je spasio iz živodernice. Uvijek ga izgrebe po licu kada čuje neki nepoznati i glasan zvuk ali je toliko slatka i umiljata da nikada trajno ne razljuti svog vlasnika.

- Hortence – djelatnica u mjesnoj prodavaonici hamburgera, Danova prva ljubav. Udala se za vlasnika lanca trgovina u kojem je radila iako je Dan pokušao spriječiti vjenčanje.

- Crunchy – stereotipni hipi koji radi u većini tvrtki koje iživciraju Dana.

- Uljez - kradljivac identiteta koji je pokušao zamijeniti Dana. Umjesto Danove nasilne i gnjevne prirode bio je susretljiv i omiljen među susjedima što je posebno ljutilo pravog Dana. Završio je u zatvoru na pola godine nakon što mu je pravi Dan prepustio svoje dokumente a u isto vrijeme nije došao na sudsku raspravu zbog ranije počinjenih kaznenih djela. Nakon izlaska na uvjetnu kaznu postao je telemarketer i izludio je pravog Dana svojim neprestanim pozivima.

## Vanjske poveznice
- Službena stranica